# 桃东街道
桃东街道，是中华人民共和国黑龙江省七台河市桃山区下辖的一个乡镇级行政单位。

## 行政区划
桃东街道下辖以下地区：
石油社区、同仁社区、总院社区、运销社区、林业社区和东方社区。